# Gryts distrikt, Skåne
Gryts distrikt är ett distrikt i Östra Göinge kommun och Skåne län. 
Distriktet ligger sydväst om Broby.

## Tidigare administrativ tillhörighet
Distriktet inrättades 2016 och utgörs av socknen Gryt i Östra Göinge kommun.
Området motsvarar den omfattning Gryts församling hade 1999/2000.